# LGA 1851
LGA 1851 (кодовое имя Socket V1) — сокет Intel для настольных процессоров Meteor Lake-PS(Core Ultra 100), Arrow Lake-S (Core Ultra 200) и Arrow Lake-R (Core Ultra 300). Релиз сокета состоялся 24 октября 2024 года.
Размеры сокета и процессоров под него те же, что и на LGA 1700. Таким образом, системы охлаждения, рассчитанные на старый сокет, как правило, совместимы с новым.

## История LGA 1851
Первоначально предполагался выпуск настольных Meteor Lake на сокете LGA 1851, однако они были отменены.
Затем на мероприятии Embedded World 2024 были представлены процессоры Meteor Lake-PS и материнские платы с сокетом LGA1851 для них.

## Путаница с архитектурами
В 2023 Intel сообщила, что Lunar Lake также будут мобильным поколением, как и Meteor Lake, а в десктопном сегменте будет Panther Lake.
В августе 2024 стало известно, что и Panther Lake будет исключительно мобильной архитектурой (как Meteor Lake и Lunar Lake), и вместо неё в десктопном сегменте будут процессоры на той же архитектуре Arrow Lake с припиской "Refresh", а новая архитектура Nova Lake (Core Ultra 400) выйдет в 2026 и будет уже на другом сокете.

## Слухи про LGA 2551
Ходили слухи про сокет LGA 2551, но по новым данным 2551 контакт может иметь BGA исполнение, а сокет для настольных процессоров будет LGA 1851.